# دونالد ماكنزي (مستكشف)
دونالد ماكنزي (بالإنجليزية: Donald Mackenzie)‏ (15 يونيو 1783- 20 يناير 1851)، مستكشف و‌تاجر فراء اسكتلندي، وحاكم مستعمرة النهر الأحمر من 1821 إلى 1834.

## نشأته
ولد دونالد ماكنزي في اسكتلندا، ثم هاجر إلى كندا حوالي سنة 1800. يرتبط بالعديد من آل ماكنزي المتميزين في التاريخ الكندي. هو واثنين أو ثلاثة من إخوته أصبحوا شركاء في تجارة الفراء وكانوا يعملون مع شركة الشمال الغربي للفراء. وفي عام 1810، غادر شركة الشمال الغربي، ليصبح شريكا في شركة الفراء المحيط الهادئ، التي مولها جون جاكوب أستور وحده.

## شركة الفراء المحيط الهادئ

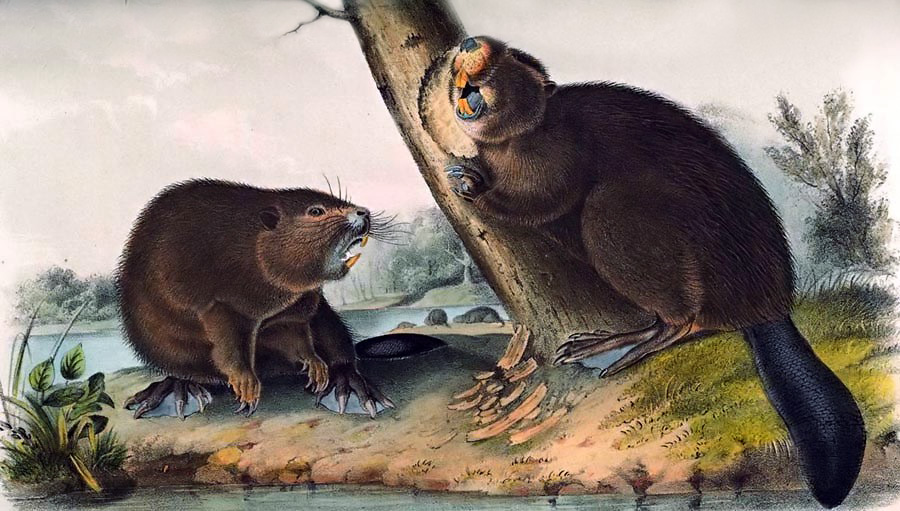
سمور أمريكا الشمالية، المصدر الرئيسي للفراء التي جمعته شركة الفراء المحيط الهادئ.

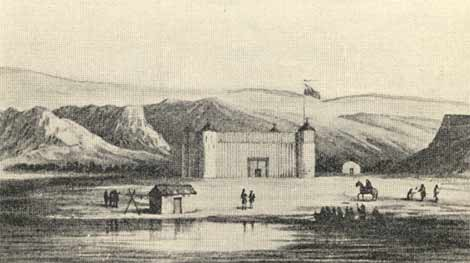
حصن نيز بيرس سنة 1818.

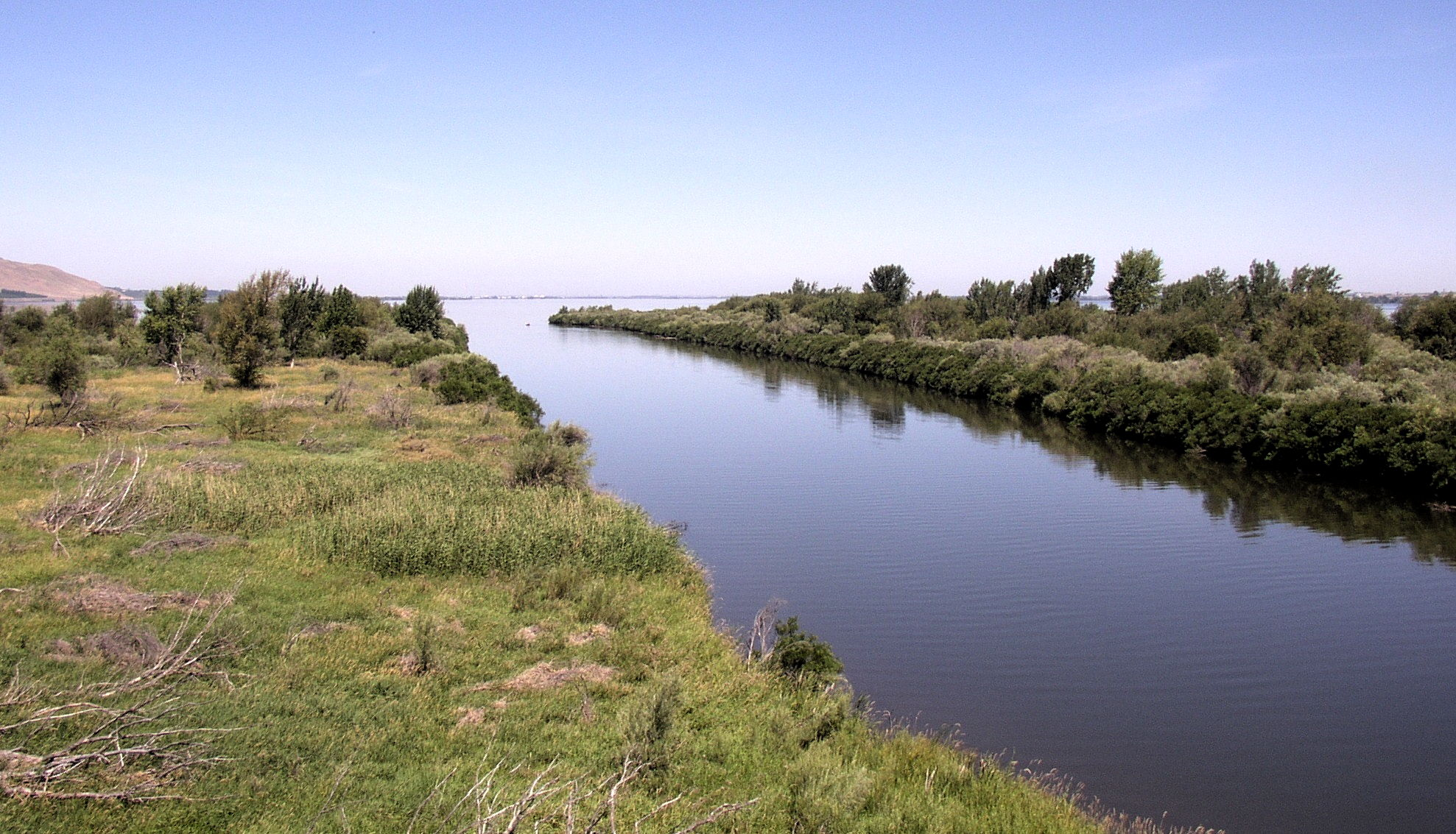
ملتقى نهر والا والا ونهر كولومبيا.

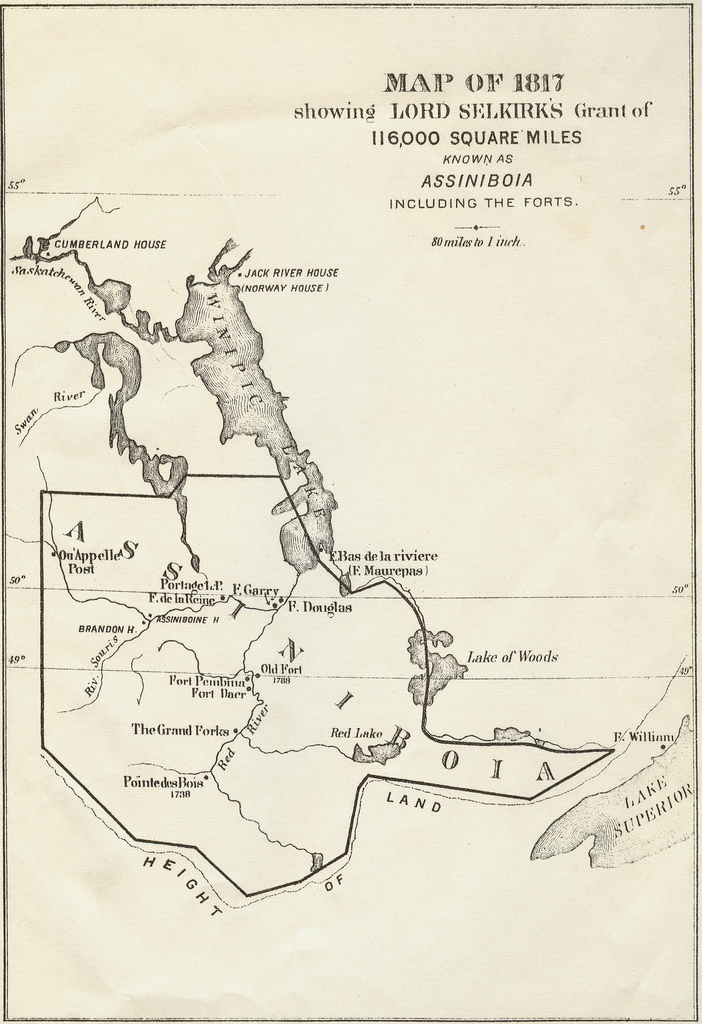
خريطة توضح مستعمرة النهر الأحمر، المنطقة التي كانت تعرف باسم أسينيبويا.

سافر ماكنزي إلى الغرب من سانت لويس بولاية ميزوري مع بعثة من زملائه من موظفي شركة الفراء المحيط الهادئ إلى شمال غرب المحيط الهادئ. وشهدت المجموعة أوقاتا عصيبة في جنوب أيداهو، فانقسمت، وتألفت مجموعة ماكنزي من اثني عشر فردا واتجهت صوب الشمال، ووجدت في نهاية المطاف نهر السلمون ونهر كليرووتر. واتجهوا إلى أسفل نهر الأفعى ونهر كولومبيا بواسطة الزورق، فكانوا أول الاستوريين الذين وصلوا إلى فورت استوريا، في 18 يناير، 1812.
قضى ماكنزي عامين في الإستكشاف والتجارة لصالح شركة الفراء المحيط الهادئ في وادي ويلاميت، على طول نهر كولومبيا، في شرق واشنطن وشمال ووسط أيداهو. عندما باعت الشركة أصولها ومراكزها إلى شركة الشمال الغربي في عام 1813، تم تعيين ماكنزي لنقل جميع الأوراق الهامة إلى الشرق، وهو ما فعله في عام 1814.

## حصن نيز بيرس والرحلات الاستكشافية لأيداهو
قدم دونالد ماكنزي خدمات قيمة للشركة من خلال تطوير التجارة الغنية في جنوب أيداهو. وكان لواءه عام 1817 أول من قدم تقريرا عن عام دون ضحايا، وكانت نوعية الجلود التي تم الحصول عليها كبيرة. في عام 1818، أسس هو والكسندر روس حصن نيز بيرس بالقرب من التقاء نهر كولومبيا ونهر والا والا. فدونالد ماكنزي وصياديه هم أول من اجرى استكشافا واسع النطاق للمنطقة المسماة الآن جنوب أيداهو ابتداء من عام 1818 على شكل بعثات سنوية امتدت إلى غاية سنة 1821. غطت مشاريعه معظم جنوب ايداهو الحديثة وأجزاء من ولاية أوريغون الشرقية وشمال ولاية يوتا، وغرب وايومنغ. فالعديد من أسماء الأنهار في هذه المنطقة يمكن أن تعزى إلى هذه الفترة.